# George Carmack

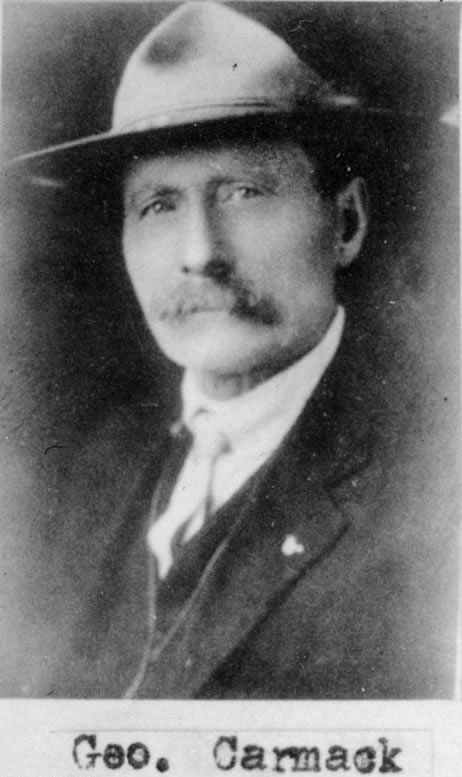
George Washington Carmack, etwa 1900

George Washington Carmack (* 24. September 1860 im Contra Costa County, Kalifornien; † 5. Juni 1922 in Vancouver, Kanada) war ein US-amerikanischer Goldsucher. Ihm wurde lange Zeit der Goldfund am Bonanza Creek zugeschrieben, der den Klondike-Goldrausch auslöste. Neueren Erkenntnissen zufolge war dies allerdings Carmacks Schwager Skookum Jim.

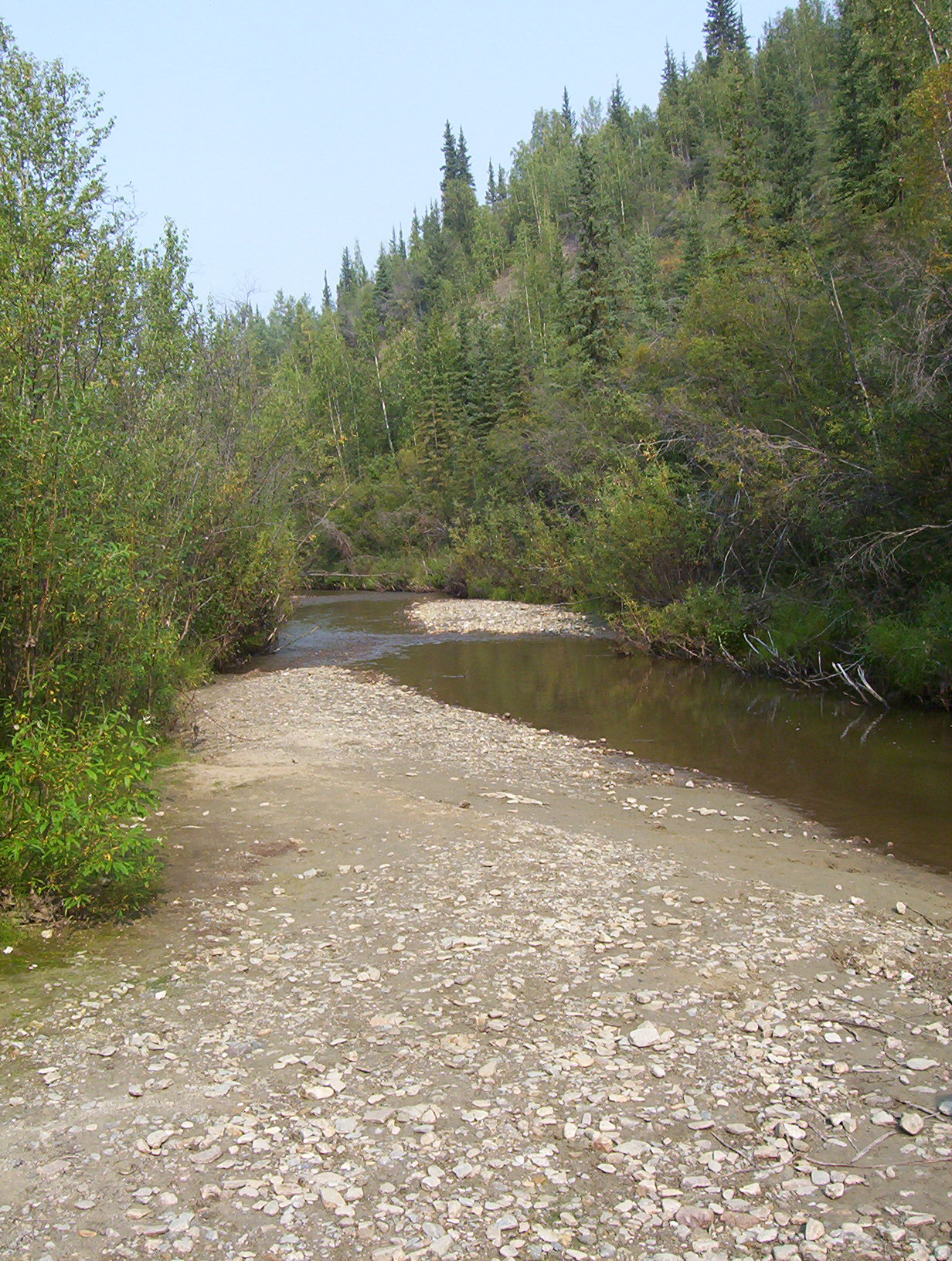
Der Discovery Claim am Bonanza Creek

Carmack kam 1887 von San Francisco über Dyea und den Chilkoot Pass an den Yukon River. Er nahm eine Indianerin vom Stamm der Tagish zur Frau, die kurze Zeit später an einer Grippe starb. Carmack heiratete daraufhin Shaaw Tlaa, eine Schwester seiner ersten Frau, die er „Kate“ nannte. Die beiden hatten eine Tochter, Graphie Grace. Die Familie lebte von Handel, Fischerei und Jagd im Yukon-Territorium. Carmack entdeckte eine Kohlemine in der Nähe der heutigen, nach ihm benannten Stadt Carmacks.
Im August 1896 fischten er und seine Frau an der Mündung des Klondike River, als ihnen der Goldsucher Robert Henderson empfahl, am Rabbit Creek (dem heutigen Bonanza Creek) nach Gold zu suchen. Zusammen mit den Indianern Skookum Jim und Dawson Charlie wurden sie am 16. August 1896 am berühmt gewordenen „Discovery Claim“ fündig. Im Frühjahr 1898, als die ersten von dem Fund angelockten Goldsucher am Yukon eintrafen, residierte Carmack in der aufblühenden Stadt Dawson und ließ, finanziert von seinem neuen Reichtum, andere für sich arbeiten.
1899 reiste Carmack mit seiner Familie nach Süden. Kate wurde in Seattle wegen Trunkenheit verhaftet, woraufhin Carmack seine Frau und Tochter zu seiner Schwester Rose nach Kalifornien schickte und allein nach Dawson zurückkehrte. Im folgenden Winter verlobte er sich mit der Amerikanerin Marguerite Laimée. Als Kate davon erfuhr, beendete sie die Verbindung mit Carmack, die nie offiziell gemacht worden war, und kehrte in ihre Heimat zurück. Carmack ging zurück nach Kalifornien, heiratete Laimée im Oktober 1900 und holte ein Jahr später seine Tochter nach.
Am 11. September 1896 steckte Andreas Huonker seinen ersten Claim am Klondike River, einem Nebenfluss des Yukon River ab, als zweiter Mensch nach George Carmack.